# كرايغ جاكسون (لاعب هوكي الحقل)
كرايغ جاكسون (بالإنجليزية: Craig Jackson) هو لاعب هوكي الحقل جنوب أفريقي، ولد في 11 سبتمبر 1974.

## وصلات خارجية
- كرايغ جاكسون على موقع الاتحاد الدولي للهوكي (الإنجليزية)
- كرايغ جاكسون على موقع أوليمبيديا (الإنجليزية)